# غريغوري غراي
غريغوري غراي (بالإنجليزية: Gregory Gray)‏ هو كاتب أغاني بريطاني، ولد في 20 مايو 1959.

## روابط خارجية
- غريغوري غراي على موقع ميوزك برينز (الإنجليزية)
- غريغوري غراي على موقع أول ميوزيك (الإنجليزية)
- غريغوري غراي على موقع ديسكوغز (الإنجليزية)